# Доісторична Корея
Доісторичний період в історії Кореї охоплює час до появи перших письмових джерел на Корейському півострові. Основним джерелом вивчення доісторичного періоду Кореї є археологічні знахідки, а також іноді, як опора для інтерпретації ряду моментів у доісторичній епохи Кореї, використовуються давні тексти — такі, як Самгук Сагі, Самгук Юса, Хоу Ханьшу і ряд інших.

## Особливості періодизації
Корейські історики для періодизації доісторичної епохи аж до 1990-х років. використовували прийняту в Європі систему трьох періодів доісторичного суспільства: кам'яна доба, бронзова доба, залізна доба. Система була впроваджена в корейську історичну науку після закінчення японської колонізації (з 1945 року) на противагу поглядам японських археологів того часу, які стверджували, що Корея, на відміну від Японії, нібито не мала бронзової доби.
В даний час частина корейських істориків, як і раніше дотримується старої схеми з трьох періодів, частина перейшла на нову періодизацію за типами кераміки, тобто періоди кераміки Чильмун та Мумун.

## Періодизація

### Палеоліт
Територія Кореї була заселена ще в період палеоліту. Хоча, попри те, що археологічні дослідження проводилися в країні з 20-х років XX ст., перші пам'ятки, які можна було з упевненістю віднести до палеолітичною періоду, були відкриті досить пізно — тільки в 1960-х роках. У 1962—1963 роках у повіті Унгі провінції Хамгьон-Пукто на стоянці Кульпхорі були знайдені піздньопалеотичні знаряддя (рубала та ін.), а в 1964 році в Південній Кореї (провінція Чхунчхон-Намдо, повіт Конджу) на стоянці Сбкчанні в долині річки Кимган були знайдені навіть ранньопалеолітичні знаряддя.
Найдавнішою палеолітичною стоянкою вважається печера Комин-мору поблизу Пхеньяну.
На ряді стоянок (особливо в печері Комин-мору) знайдено дуже велику кількість кісток тварин, що дозволяє уявити собі тваринний світ, з яким доводилося мати справу людям півострова того часу. Серед знахідок такого роду важливе місце займають кістки носорогів, печерних ведмедів, слонів і бізонів.
Кількість видобутого матеріалу все-таки ще недостатня для того, щоб скласти повне уявлення про еволюцію палеолітичну культуру на півострові.
Не цілком ясне і питання про корейський мезоліт, оскільки число пам'яток, які можуть бути віднесені до мезолітичних (наприклад, один з шарів в печері Йокгуль і деякі знахідки в провінції Канвон) вкрай невелика. Однак за найвиразнішими виробам типу леваллуазьких нуклеусів, галькових нуклеусів, а також різців типу арая, корейський палеоліт не виявляє істотної відмінності від інших культурних ареалів Східної Азії. Тому можна сказати, що корейський палеоліт входить в сімейство культур сибірсько-східноазійської локальної провінції верхнього палеоліту Старого Світу.
Ця обставина не виключає своєрідності корейських знахідок. Зокрема, знайдені на стоянках Кульпхо, Сокчанні і Чхованні сокироподібні інструменти не зустрічаються на інших верхньопалеолітичних стоянках Східної Азії. Те ж можна сказати про тип житла, знайденого на стоянці Сокчанні.
Хоча за наявними знахідками можна припустити, що територія півострова була населена вже в ранньому палеоліті, тобто 500—150 тис. років тому, останків людей того часу досі не знайдено. Найраніші знахідки такого роду відносяться до часу середнього палеоліту (150-40 тис. років тому).
Проблема заселення півострова за часів палеоліту дискусійна. Можна припустити, що ранньопалеолітичні люди рухалися з Сибіру і Далекого Сходу на південний схід — до Японії і на Корейський півострів.
Однак навіть пізнє палеолітичне населення півострова не має відношення до предків корейців. Незважаючи на прагнення ряду південнокорейських дослідників знайти зв'язок між людьми палеоліту і пізнішими жителями півострова (у КНДР такий зв'язок є аксіомою, що, втім, не має ніякого відношення до науки, а продиктоване політичною установкою на обґрунтування «споконвічного зв'язку» корейців з нинішньою територією проживання) ніяких хоч скільки-небудь переконливих свідчень такого роду не існує.

### Неоліт

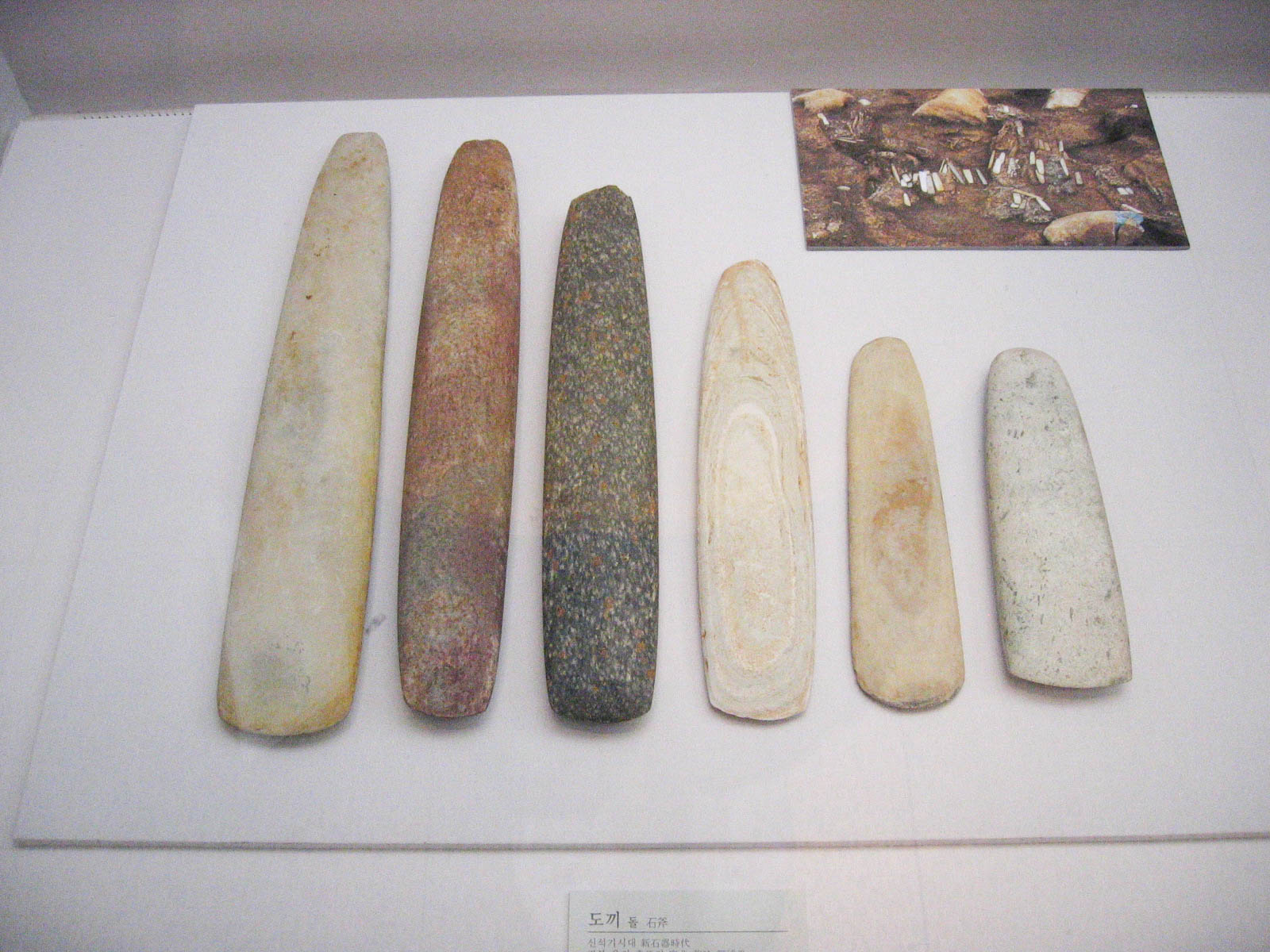
Корейські сокири періоду неоліту.

Якщо пам'ятки палеолітичного часу в Кореї відносно нечисленні, то пам'яток періоду неоліту знайдено в цілому досить багато.
Початковий етап раннього неоліту (V — перша половина IV тис. до н. е.) представлений стоянкою Сонхохан I і знахідками на пагорбі Пупхо в повіті Унгі, а фінальний етап (2-га половина IV тис. до н. е.) — комплексами Сопхохан П і Кунсан I.
Ранній етап розвиненого неоліту (1-ша половина Ш тис. до н. е.) представлений такими пам'ятками, як Сопхохан III, Кунсап ІІ (провінція Пхьонан-Намдо), Амса (провінція Кьонгі), Тонсандон (провінція Кьонсан-Намдо), Кимтхан (Пхеньян) та іншими.
Що ж стосується пізнього етапу розвинутого неоліту (2-га половина ІІІ — початок II тис. до н. е.), то кількість поселень цього часу дуже велика і набагато перевершує число пам'ятників раніших періодів. Найхарактерніші: Сопхохан IV, Сопхохан V, Кимтхан II, Тхосон II на півночі, Єнсондон, Пусан — на півдні країни. Ряд пам'ятників подібного характеру виявлений і на Ляодунськім півострові, в басейні річки Ляохе на півдні Маньчжурії, а також на сході Внутрішньої Монголії.
В епоху неоліту склалося п'ять основних регіональних центрів, кожен з яких був пов'язаний з долинами річок:
1. крайній північний схід — басейн річки Туманган,
2. район Пусану — гирло річки Нактонган;
3. район Сеулу — пониззя річки Ханган;
4. полуострів Хванхе з низкою дрібних річок;
5. район Пхеньяну — нижня течія річки Тедонган.

Стоянки мешканців півострова епохи неоліту представлені в основному двома типами поселень.
Перший з них — це стоянки з раковиними купами. Такі стоянки розташовувалися вздовж морського узбережжя та в гирлах річок. Вони отримали свою назву завдяки наявності величезних куп відходів (головним чином раковин), які за багато років існування стоянки накопичувалися на її краю з підвітряного боку (виконуючи функцію захисту від вітру). Мешканці таких стоянок займались в основному рибальством і збиранням морепродуктів. Цей тип стоянок з'являється вже в ранньому неоліті і зберігається до настання залізної доби, проте вже в розвиненому і пізньому неоліті їх починає витісняти другий тип, що з'явився тоді.
Другий тип неолітичних стоянок — це так звані стоянки на пагорбах, поселення на вершинах невисоких ізольованих горбів, на терасах або схилах гір в безпосередній близькості від низин.
Факт появи численних стоянок, не прив'язаних до джерел морепродуктів, свідчить про появу землеробства і розвитку осілості. У пізньому неоліті населенню Корейського півострова вже були знайомі досить багато видів культурних рослин, такі як просо, квасоля, боби, чумізу, а на півдні півострова — рис. Однак обробіток землі здійснювався без використання тяглового худоби, вручну. Одомашнення корів, коней і свиней взагалі відбулося в Кореї досить пізно.
На неолітичних стоянках знайдено величезну кількість кам'яного і кістяного інвентарю, що свідчить, що їх населення займалося не тільки рибальством і збиранням, але і землеробством і полюванням (предметами полювання жителів глибинних районів країни були сарни, свині дикі і олені).
Протягом неолітичного періоду досить добре простежується еволюція форм і типів жител, що наочно свідчить про соціальні зміни. Довгі прямокутні з закругленими кутами житла, в яких мешкали великі родини, що включали декілька поколінь родичів, змінюються з часом невеликими напівземлянками квадратних чи прямокутних обрисів, що очевидно належали парним сім'ям з 5-7 чоловік (включаючи дітей).
З поширенням осілості населення змінюється і тип поселення в цілому. Оскільки розвиток знарядь полювання і землеробства дозволяв прогодувати більше число людей, що проживають компактно, розміри поселень помітно збільшуються, і в одному поселенні часто нараховують до ста і більше окремих жител. Поселення епохи неоліту розташовувалися на досить близькій відстані один від одного, щоб можна було підтримувати обмін продуктами між ними, але досить далеко, щоб можна було не побоюватися раптового нападу, тому що в цей час вже могли мати місце збройні конфлікти між окремими громадами.
Зазвичай стоянка-поселення була місцем проживання роду, що складався з декількох сімей. У таких колективах існували, керівники і найшанованіші члени. Однак їх вплив не носило ще спадкового характеру і не знаходило вираз в соціальній нерівності
Духовне життя неолітичного населення Кореї було пов'язано з поклонінням духам-покровителям роду, культом родючості, про що свідчать знахідки характерних жіночих статуеток і примітивних зображень тварин.

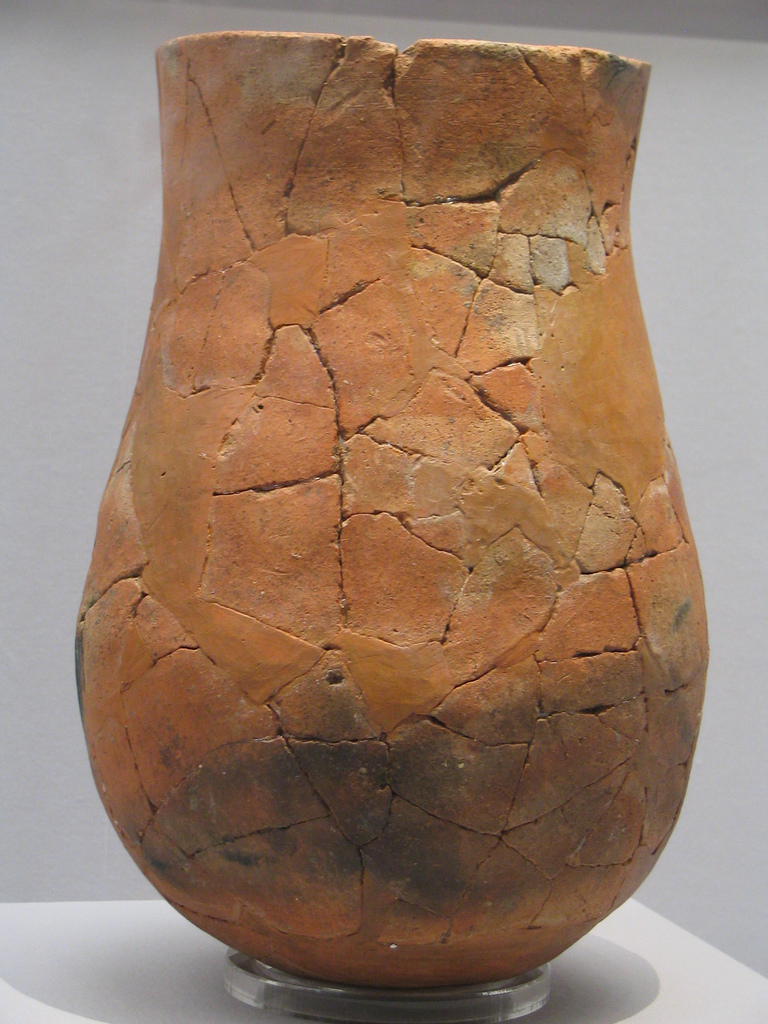
Корейська кераміка періоду неоліту.

Якщо щодо поширення палеолітичного населення і його етнічної приналежності нічого певного сказати не можна, то для періоду неоліту, завдяки появі в цей час такого найважливішого ідентифікаційного елемента, як кераміка, стає можливим простежити основні етапи і напрями заселення Корейського півострова і зробити висновки про етнічну приналежність прибульців.
Найдавніша стадія неоліту, що охоплює IV і навіть V тис. до н. е., представлена в Кореї культурою гладкої округлої кераміки, яка найімовірніше походила з західної байкальської гілки сибірських монголоїдів.
Однак гладкі посудини з відносно маленьким плоским дном були знайдені і в нижніх шарах поселень Тонсамдон (Пусан) і Санноде (провінція Кьонсан-Намдо), де разом з ними були знайдені посудини з опуклим наліпним візерунком зиґзаґоподібної форми, характерної для японських пам'яток раннього Джьомон. Остання знахідка (оскільки японські знахідки значно давніші) свідчить на користь того, що заселення півострова в цей час відбувалося, можливо, і з Японських островів. Про контакти з населенням острова Кюсю кажуть і знахідки на корейському узбережжі скребків з сорту обсидіану, що зустрічається тільки в Японії.
На рубежі IV—III тис. до н, е.. на півострів проникає культура гребінцевої кераміки — північно-східні палеоазійці. Це перша культура, що охоплює весь Корейський півострів, хоча вже на ранній стадії у ній простежуються два варіанти: на північному сході — власне гребінчаста кераміка, тісно пов'язана з культурами Східної Сибіру і особливо Примор'я, південніше — посудини з жолобчастим, виїмчастим візерунком, близькі до монгольських знахідок.
У пізньому неоліті (II—I тис. до н. е.) відбувається інфільтрація на півострів монголоїдів східноазійського типу — носіїв культури фарбованої кераміки. Саме в цей час сформувався маньчжуро-корейський варіант східноазійської гілки монголоїдної раси.

### Бронзова доба
Датування періоду бронзи в Кореї викликає великі суперечки серед істориків, іноді навіть висловлюється думка про зміну неоліту безпосередньо епохою заліза. Немає єдиної думки і з питання що саме вважати початком періоду бронзи. Оскільки найраніші знахідки бронзових предметів на території Корейського півострова датуються XI—X ст. до н. е., переважна більшість як південнокорейських, так і західних дослідників відносять початок бронзової доби до того часу. Але часто бронзова доба також датується VII—IV ст. до н. е.
На Корейський півострів культура бронзи прийшла з Маньчжурії, де вона сформувалася як самостійна під впливом ряду бронзових культур Східної Азії. Найхарактернішими рисами, властивими цій культурі, є:
1. ритуальні бронзові предмети;
2. предмети розкоши з яшми;
3. гладка кераміка;
4. дольмени;
5. поховання в кам'яних ящиках.

Носії культури бронзи належали, за найбільш розповсюдженої версії, до прототунгуської монголоїдної (Алтайської) групи. Це населення може бути ототожнено з народами, відомими в китайських письмових джерелах як веймо.
Слід мати на увазі, що практично всі бронзові предмети знаходилися у вживанні вищого прошарку суспільства. Переважна частина виробів (перш за все знарядь праці) як і раніше робилася з каменю, дерева й кістки. З каменю виготовлялися і мечі, за формою подібні до бронзових, а також наконечники стріл. Для обробки дерева використовували кам'яні ступінчасті тесла (добре відомі в Індокитаї та Південному Китаї).
Кераміка періоду бронзи відрізняється від неолітичної насамперед відсутністю візерунка.
Житла в порівнянні з неолітичним часом не зазнали істотних змін. Як і раніше основним типом житла була прямокутна (у південно-західній частині півострова іноді кругла) напівземлянка з утрамбованою глиняною долівкою і стовпами, що підтримують двосхилий дах. Однак площа жител трохи збільшилася — до 20-50 м²., що означало, що на кожну людину припадало близько 10 м². — значно більше, ніж у період неоліту. У кожному селищі існували громадські споруди досить значних розмірів, які, мабуть, використовувалися для потреб громадського виробництва чи ритуальних цілей.
У період бронзи відбуваються важливі зрушення в землеробстві, пов'язані насамперед з широким освоєнням рисосіяння, яке до V—IV ст. до н. е. поширилося вже по всьому півострову. У Кореї культивувався холодостійкий вид рису запозичений з Маньчжурії. Тваринництво не було розвинене, воно мало допоміжне значення, тому раціон населення складався в основному зі злаків і риби.
Істотні відмінності від попереднього періоду демонструє похоронна практика. Для культури бронзи типовими є поховання у так званих кам'яних ящиках — могилах, викладених кам'яними (сланцевими) плитами. Іноді вони були досить довгі, щоб тіло могло лежати в випрямленому вигляді.
Якщо спочатку поховання в кам'яних ящиках були привілеєм знаті, то надалі так ховали і рядових членів общини, а над могилами знаті стали споруджуватися дольмени — споруди з великих кам'яних плит, де дві плити підтримують третю — важкий і широкий дах.
Дольмени, однак, були не просто похоронними спорудами, а й предметами культу. Будучи похованнями вождів і старійшин, вони, природно, відігравали важливу роль у формуванні культу предків.

### Залізна доба
Залізні вироби з'являються досить рано і існують паралельно періоду пізньої бронзи. Перш за все із заліза стали виготавлювати зброю, потім — предмети кінської упряжі. З часом з'являються також залізні предмети сільськогосподарського інвентарю (ножі, серпи, мотики), а також знаряддя ремесла.
У похоронній практиці використовується така форма поховання, як курган. У чисто земляних курганах на ранніх стадіях зустрічаються ямні поховання, в курганах з кам'яним насипом — споруди типу дольмена, прикриті кам'яною засипкою.
Як початку дату ранньої залізної доби часто називають VII—V ст. до н. е., тобто стверджується, що вона практично збігається за часом з періодом бронзи, і дійсно, чітко розмежувати ці два періоди дуже важко.
На період бронзи та ранньої залізної доби припадає формування на території ранніх корейських королівств.